# 卡他
卡他（catarrh）又称卡他性炎症（catarrhal inflammation）、卡他性炎、黏膜炎，是身体气道或体腔中的黏膜发炎，通常指的是咽喉和鼻窦黏膜发炎。它会导致黏膜肿胀，从而产生黏液和白细胞的浓稠渗出物，这是对感染的一种反应。卡他通常是普通感冒、咽炎和有痰咳嗽的症状，但也可能出现在腺样体炎、中耳炎、鼻窦炎或扁桃体炎患者身上。卡他产生的痰液可能会排出体外，也可能造成堵塞，甚至可能转为慢性。

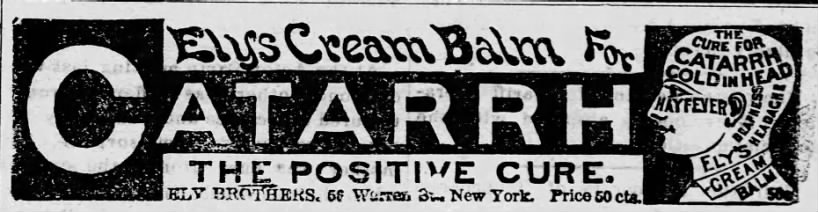
1896年治療卡他的廣告

「卡他」一詞廣為出現在醫學科學相關知識問世前的醫學領域中，這也說明了這個詞為何有多種詞義，在一些較早期的文獻中，卡他也是感冒、咽喉炎、鼻炎、或鼻竇炎的同義詞。後來有更準確的詞語說明各種病症，因此在美國的醫療實務中，已不再常用「卡他」一詞。就算在一些領域中還有被使用，在疾病分類學中也不會將卡他視為是疾病，而會視為是症狀、徵候或是症候群。此一詞語仍用在英國的醫學文獻中以及獸醫學。在阿巴拉契亞的传统医学中也常出現此詞語，該地的传统医学中有藥草可以治療這類的發炎和分泌物。

## 外部連結
- NHS